# Nebulosa planetària

Aquesta animació accelerada mostra el col·lapse d'una gegant vermella amb l'ejecció de material formant l'embolcall de la nebulosa planetària i la formació d'una nana blanca.

Una nebulosa planetària és una nebulosa d'emissió formada per gas incandescent i plasma ionitzat en expansió expulsat durant la fase de branca asimptòtica de les gegants, és a dir, un objecte astronòmic gasós format a partir de l'expulsió de les capes externes d'una estrella de massa baixa o intermèdia durant l'etapa final de la seva vida. Aquest nom es va originar amb el seu primer descobriment al segle xviii a causa del fet que, observades amb petits telescopis òptics, semblaven similars als planetes gegants del sistema solar. L'estrella inicial, que queda a la part central de la nebulosa, es converteix en una nana blanca que al final s'acaba refredant fins a perdre la seva energia tèrmica residual. El límit superior en massa per a passar per aquesta etapa de l'evolució estel·lar és de vuit masses solars. Les estrelles de major massa tenen una evolució totalment diferent: exploten com una supernova de tipus II i es col·lapsen, el que forma una estrella de neutrons o un forat negre. Són un fenomen de vida relativament curta, ja que només duren unes poques desenes de milers d'anys en comparació a la vida típica de les estrelles, de diversos milers de milions d'anys.
Al final de la vida de l'estrella, durant la fase de gegant vermella, les capes externes són expulsades a través de pulsacions i vents estel·lars forts. Sense aquestes capes opaques, les calentes, el nucli lluminós emet radiació ultraviolada que ionitza les capes externes expulsades de l'estrella. Aquesta escorça energitzada irradia com una nebulosa planetària.

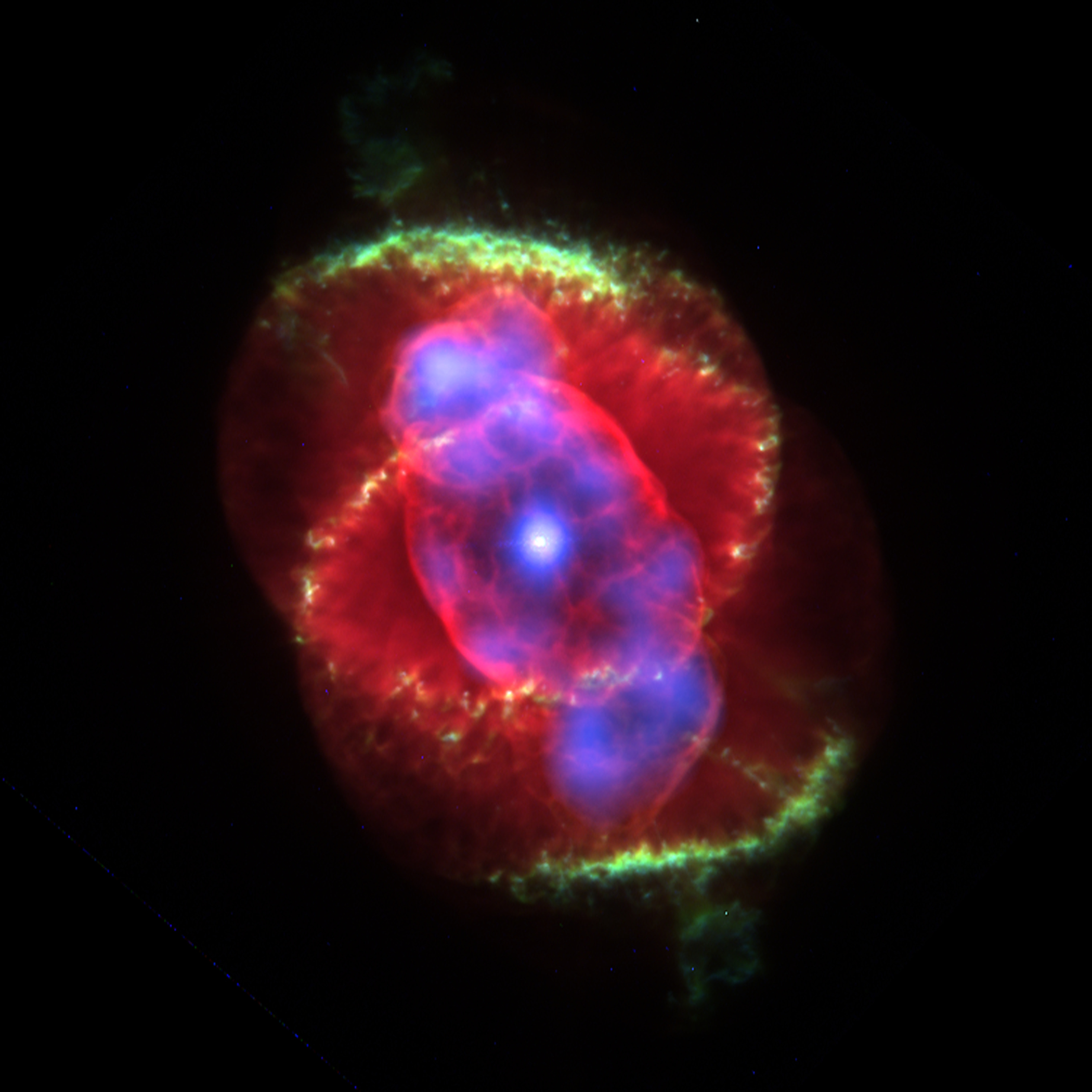
Imatge composta (raigs X/òptica de la nebulosa de l'Ull de Gat.

Les nebuloses planetàries es compten entre els objectes més fotogènics de l'astronomia, a causa que per una banda, la major part del núvol de gas es compon d'hidrogen, mentre que l'estrella central, usualment una nana blanca, emet radiació ultraviolada. Això fa que els àtoms d'hidrogen s'ionitzin (això és, que expulsin un o més electrons), per a després recombinar-se (els electrons expulsats prèviament tornen a ser capturats pels àtoms). En el procés de recombinació, els electrons salten des dels nivells d'energia superiors a l'estat fonamental, en un procés en cascada, tot emetent fotons de freqüència visible.
Les nebuloses planetàries exerceixen un paper crucial en l'evolució química de la galàxia, alliberant material al medi interestel·lar que s'ha enriquit en elements pesants i altres productes de la nucleosíntesi (com el carboni, nitrogen, oxigen i calci). A les galàxies més llunyanes les nebuloses planetàries són els únics objectes que es poden descompondre per proporcionar informació útil sobre quantitats químiques.

## Observació
Les nebuloses planetàries són, en general, objectes tènues, i cap és visible a ull nu. La primera nebulosa planetària descoberta fou la nebulosa Dumbbell a la constel·lació de Vulpecula, observada per Charles Messier el 1764 i catalogada com a M27 en el seu catàleg d'objectes nebulosos. Per als primers observadors amb telescopis de baixa resolució, M27 i les nebuloses planetàries descobertes posteriorment eren semblants als planetes gegants com Urà, i William Herschel —descobridor d'aquest planeta— va generar amb el temps el terme «nebulosa planetària» per a aquests objectes, encara que, tal com sabem ara, són molt diferents dels planetes.
La naturalesa de les nebuloses planetàries es desconeixia fins que es van fer les primeres observacions espectroscòpiques a la meitat del segle xix. William Huggins va ser un dels primers astrònoms que va estudiar els espectres òptics dels objectes astronòmics, utilitzant un prisma per dispersar la seva llum. El 29 d'agost de 1864, Huggins va ser el primer a observar l'espectre d'una nebulosa planetària quan va analitzar NGC 6543. Les seves observacions d'estrelles van mostrar que els seus espectres consistien en un continu amb moltes línies fosques superposades, i més tard es va trobar que molts objectes nebulosos com la nebulosa d'Andròmeda (com es coneixia llavors) tenien espectres similars a aquestes nebuloses, que posteriorment es va veure que eren galàxies.
De totes maneres, quan va observar la nebulosa de l'Ull de Gat trobà un espectre molt diferent. En lloc d'un continu fort amb línies d'absorció superposades, la nebulosa de l'Ull de gat i altres objectes similars mostraven només un petit nombre de línies d'emissió. Les més brillants tenien una longitud d'ona de 500,7 nanòmetres, que no es corresponia amb cap línia de cap element conegut. En un primer moment es va plantejar la hipòtesi que la línia podria correspondre a element desconegut, que va ser nomenat nebulium—una idea similar havia conduït al descobriment de l'heli a través de l'anàlisi de l'espectre del Sol el 1868. Mentre que l'heli fou aïllat a la Terra poc després del seu descobriment en l'espectre del Sol, el nebulium no ho va ser. A principis del segle xx Henry Norris Russell va proposar que en lloc de ser un nou element químic, la línia a 500,7 nm corresponia a un element familiar en condicions desconegudes. La veritable naturalesa d'aquestes línies no es va descobrir fins passats més de seixanta anys després de les observacions de Huggins, amb l'aparició de la mecànica quàntica; va ser Ira Sprague Bowen, el 1928, qui va deduir que aquestes línies eren causades per àtoms d'oxigen i nitrogen ionitzat, refutant així la teoria del nebuli.

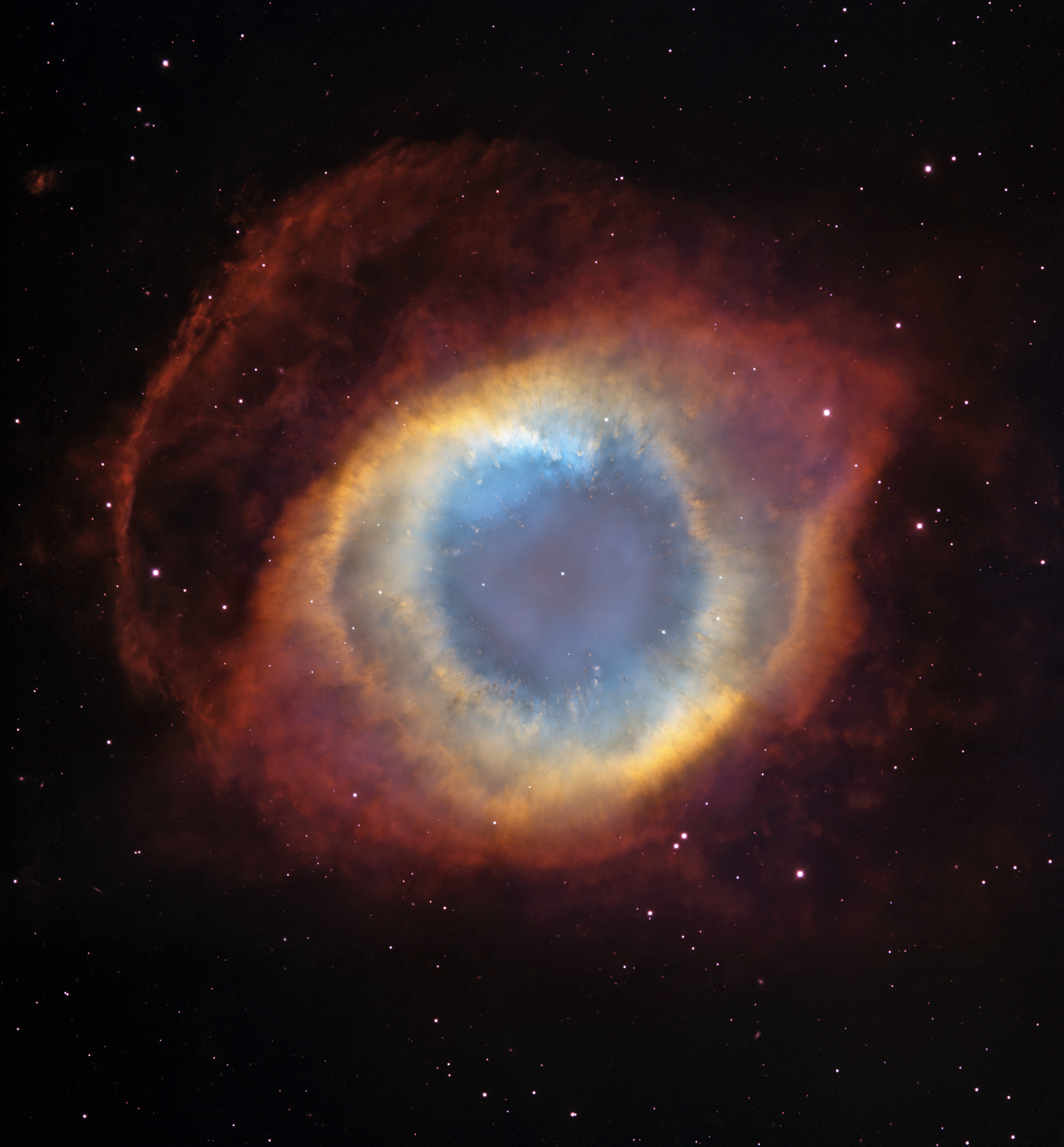
NGC 7293, La Nebulosa de l'Hèlix
Credit: NASA, ESA, and C.R. O'Dell (Vanderbilt University)

Els físics van mostrar a la dècada del 1920 que en un gas a densitats molt baixes, els electrons podien omplir nivells excitats metaestables d'energia en àtoms i ions que en densitats més altes són ràpidament desexcitats per col·lisions. Les transicions d'electrons d'aquests nivells dels ions de nitrogen i d'oxigen (O2+ o OIII, O + i N+) originen la línia de 500,7 nm i altres línies. Aquestes línies espectrals, que només es poden veure en els gasos de molt baixa densitat, s'anomenen línies prohibides. Les observacions espectroscòpiques permeteren deduir que les nebuloses eren constituïdes de gas extremadament “enrarit”.
Les estrelles centrals de les nebuloses planetàries són molt calentes. Només quan una estrella ha esgotat tot el seu combustible nuclear es contreu a una mida tan petita, de manera que les nebuloses planetàries s'han d'entendre com una etapa final de l'evolució estel·lar. Les observacions espectroscòpiques mostren que totes les nebuloses planetàries estan en una permanent expansió. Això va conduir a la idea que les nebuloses planetàries van ser causades per les capes externes d'una estrella que les va llançar a l'espai al final de la seva vida.
Cap al final del segle xx, les millores tecnològiques van ajudar a promoure l'estudi de les nebuloses planetàries. Els telescopis espacials van permetre als astrònoms estudiar la llum emesa fora de l'espectre visible que no és detectable a partir d'observatoris terrestres (a causa del fet que només les ones de ràdio i la llum visible penetren l'atmosfera de la Terra). Els estudis d'infraroigs i ultraviolats de les nebuloses planetàries han permès determinar de forma molt més precisa la temperatura de la nebulosa, la densitat i abundància. Els dispositius d'acoblament de càrrega permeten mesurar línies espectrals molt més tènues amb més exactitud que el que havia estat possible anteriorment. Si bé moltes nebuloses semblen tenir estructures simples i regulars vistes des de la terra, les observacions fetes amb el telescopi espacial Hubble -que disposa d'una resolució òptica molt més elevada que les dels telescopis sobre l'atmosfera de la Terra- van revelar morfologies molt complexes.
Segons l'esquema de classificació espectral de Morgan-Keenan, les nebuloses planetàries són classificades com a Tipus-P, encara que aquesta notació, en la pràctica, s'utilitza rarament.

## Origen

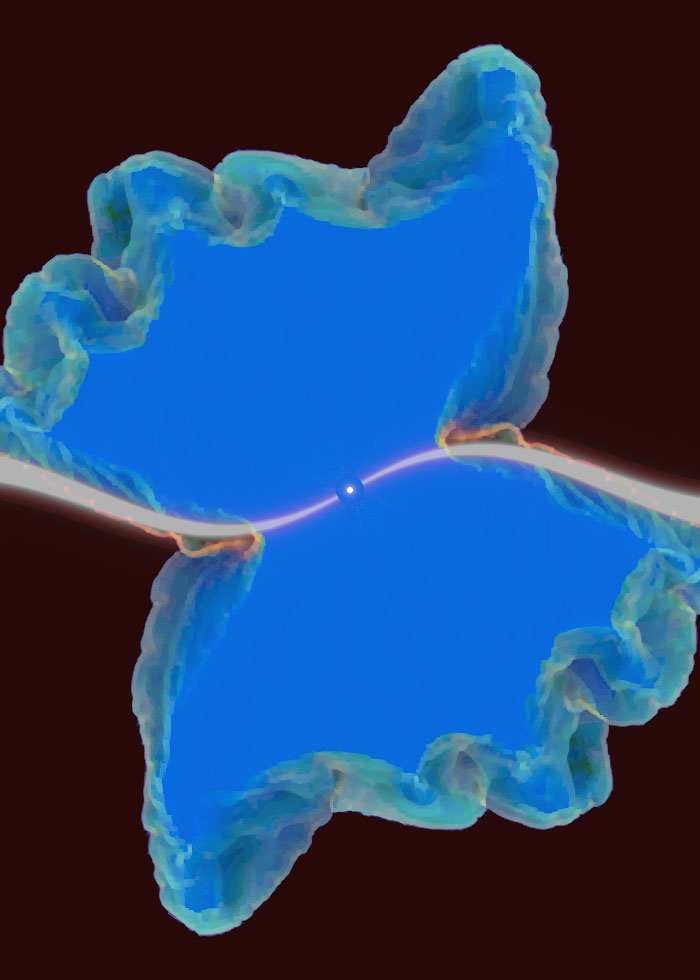
Simulació de la formació d'una nebulosa planetària d'una estrella amb un disc corbat, mostrant la complexitat que pot resultar d'una petita asimetria.
Crèdit: Vincent Icke

Les estrelles de pes superior a 8 masses solars (M⊙) probablement acabaran les seves vides en una explosió de supernova. Les nebuloses planetàries poden ser conseqüència de la mort de les estrelles de massa mitjana i baixa (per sota de 0,8 M⊙).
Les estrelles passen la major part de la seva vida brillant com a resultat de reaccions de fusió nuclear que converteixen l'hidrogen en heli al nucli de l'estrella. La pressió cap a l'exterior produïda per la fusió al nucli equilibra la força gravitatòria pròpia de l'estrella i d'aquesta manera s'evita el col·lapse. Es considera que aquestes estrelles són a la seqüència principal.
Les estrelles de massa mitjana a baixa es queden sense hidrogen als seus nuclis passades unes desenes de milions a milers de milions d'anys en la seqüència principal. La gravetat comprimeix el nucli que s'escalfa. En l'actualitat, el nucli del Sol té una temperatura d'uns 15 milions de K, però quan se li acabi l'hidrogen, la compressió del nucli farà que la temperatura augmenti al voltant de 100 milions de K.
Les capes externes de l'estrella s'expandeixen enormement i es tornen molt més fredes en resposta a la temperatura molt alta del nucli. L'estrella es converteix en una gegant vermella. El nucli se segueix contraient i escalfant, i quan la seva temperatura arriba a 100 milions de K, els nuclis d'heli comencen a fusionar-se en carboni i oxigen. La represa de les reaccions de fusió atura la contracció del nucli. Cremant-se aviat l'heli es forma un nucli inert de carboni i oxigen, amb una escorça d'heli en combustió i hidrogen en combustió embolcallant-la. En aquesta darrera etapa l'estrella és visualment novament una gegant vermella i des del punt de vista estructural pertany a la branca asimptòtica de les estrelles gegants vermelles.
Les reaccions de fusió de l'heli són extraordinàriament sensibles a la temperatura, amb velocitats de reacció proporcionals a T40 (sota temperatures relativament baixes). Això significa que només un creixement del 2% de la temperatura augmenta més del doble la velocitat de reacció. Aquestes condicions fan que l'estrella sigui molt inestable; un petit augment de temperatura provoca un ràpid augment de les velocitats de reacció, que allibera una gran quantitat d'energia, fent augmentar més la temperatura. La capa de combustió d'heli s'expandeix ràpidament i, per tant, es refreda, el que redueix la velocitat de reacció de nou. Es creen unes grans pulsacions que poden ser prou grans per projectar a l'espai l'atmosfera estel·lar sencera.
Els gasos expulsats formen un núvol de material al voltant del nucli "ara a la vista" de l'estrella. A mesura que l'atmosfera s'allunya més i més de l'estrella, les capes més profundes queden exposades a temperatures més i més elevades. Quan la superfície exposada assoleix una temperatura d'uns 30.000 K, hi ha prou fotons ultraviolats emesos per ionitzar l'atmosfera expulsada, fent que aquesta brilli. El núvol es converteix llavors en una nebulosa planetària.

## Vida de les nebuloses planetàries
Després de la fase de la branca asimptòtica de les gegants (BAG, en anglès asymptotic giant branch), comença la curta evolució estel·lar de la nebulosa planetària, els gasos s'allunyen de l'estrella central a velocitats d'uns pocs quilòmetres per segon. L'estrella central és el romanent de la seva progenitora BAG, un nucli de carboni i oxigen en estat de degeneració d'electrons que ha perdut la major part del seu embolcall d'hidrogen a causa de la pèrdua de massa en la fase de la BAG. A mesura que els gasos s'expandeixen, l'estrella central se sotmet a una evolució en dues fases, primer escalfant-se mentre continua contraient-se i les reaccions de fusió d'hidrogen es produeixen a l'embolcall al voltant del nucli i després refredant-se a poc a poc un cop l'embolcall d'hidrogen s'esgota a causa de la fusió i la pèrdua de massa.
En la segona fase, la seva energia es va perdent per radiació i les reaccions de fusió acaben, perquè l'estrella central no és prou pesant per a generar les temperatures necessàries per provocar la fusió del carboni i oxigen. Durant la primera fase de l'estrella central manté la lluminositat constant mentre que, al mateix temps, es fa cada vegada més calenta, arribant a temperatures al voltant de 100.000 K. En la segona fase, amb el temps es refreda tant que no emet prou radiació ultraviolada per ionitzar el núvol de gas, que cada vegada és més distant. L'estrella es converteix en una nana blanca, i el núvol de gas es recombina, fent-se invisible, posant fi a la fase de nebulosa planetària. Per a una nebulosa planetària típica, passen al voltant de 10.000 anys entre la seva formació i la recombinació de l'estrella.

## Recicladores de la galàxia
Les nebuloses planetàries tenen un paper molt important en l'evolució galàctica. Poc després del big-bang l'Univers primitiu consistia gairebé enterament en hidrogen i heli, però amb el pas del temps les estrelles creen elements més pesants a través de la fusió nuclear. Els gasos de les nebuloses planetàries contenen, doncs, una gran proporció d'elements com ara carboni, nitrogen i oxigen, i com s'expandeixen i es barregen amb el medi interestel·lar, l'enriqueixen amb aquests elements pesants, coneguts en conjunt com a metalls pels astrònoms.
Les generacions d'estrelles que es formen amb aquests materials, disposaran de més contingut inicial d'elements pesants, és a dir, una major metal·licitat. Tot i que els elements pesants són relativament poc abundants en l'estrella, tenen un marcat efecte sobre la seva evolució. Les primeres estrelles formades a l'Univers tot just contenien petites quantitats d'elements pesants, es coneixen com a estrelles de la Població II, mentre que les estrelles més joves amb més contingut d'elements pesants que es coneixen com la Població I d'estrelles (vegeu població estel·lar).

## Característiques

### Característiques físiques

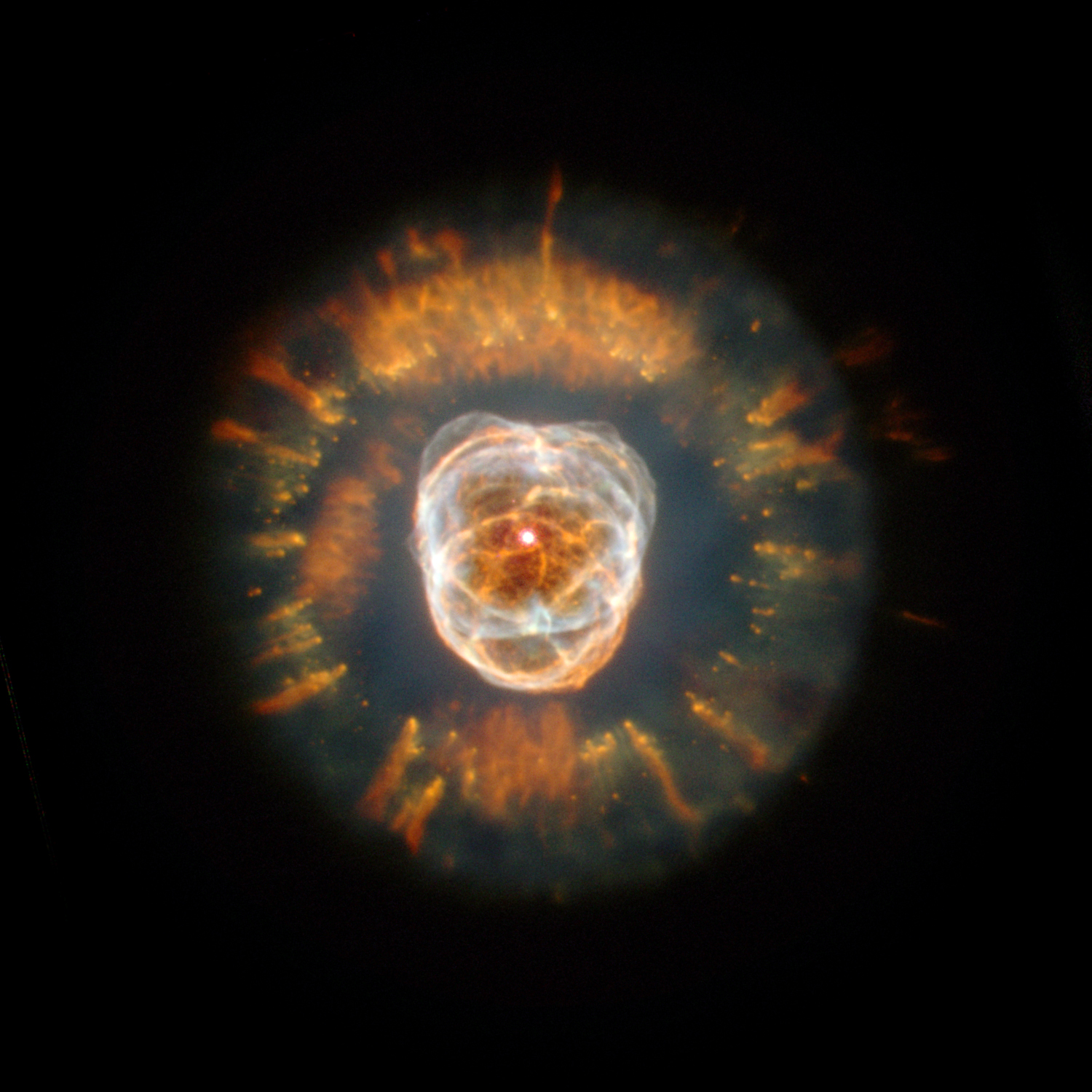
NGC 2392, la Nebulosa de l'Esquimal
Crèdits: NASA, ESA, Andrew Fruchter (STScI), i l'equip d'ERO (STScI + ST-ECF)

Una nebulosa planetària típica té aproximadament un any llum de diàmetre, i es compon de gas extremadament enrarit, amb una densitat general de 100 a 10.000 partícules per cm³. (L'atmosfera de la Terra, en comparació, conté 2,5 × 1019 partícules per cm³). Les nebuloses planetàries joves tenen la densitat més alta, de vegades fins i tot de 10⁶ partícules per cm³. Amb l'edat les nebuloses, a causa de la seva expansió, perden densitat. Les masses de les nebuloses planetàries oscil·len entre 0,1 i 1 masses solars.
La radiació de l'estrella central escalfa els gasos a temperatures al voltant de 10.000 K. La temperatura del gas a les regions centrals sol ser molt més alta que a la perifèria arribant a 16.000-25.000 K. El volum a les proximitats de l'estrella central sovint és ple d'un gas (coronal) molt calent amb una temperatura voltant d'1.000.000 K. Aquest gas s'origina a la superfície de l'estrella central en forma de vent estel·lar ràpid.
Les nebuloses es poden descriure com a “matèria enllaçada” o “radiació enllaçada”. En el primer cas, no hi ha prou matèria a la nebulosa per absorbir tots els fotons UV emesos per l'estrella i la nebulosa visible està completament ionitzada. En el darrer cas, no hi ha prou fotons ultraviolats emesos per l'estrella central per ionitzar tot el gas que l'envolta, i un front d'ionització es propaga a l'exterior cap a l'embolcall circumestel·lar neutre.

### Nombre i distribució
Es coneixen al voltant de 3.000 nebuloses planetàries a la Via Làctia. Es tracta d'un nombre petit si es compara amb el nombre total d'estrelles; existeix aproximadament una nebulosa planetària per cada 60 milions d'estrelles. Això és a causa del seu curt temps de vida en comparació amb les estrelles. S'estima que cada any es generen al voltant de tres noves nebuloses planetàries.
Generalment estan situades al pla de la Via Làctia, sent més abundants prop del centre galàctic.
Regularment es detecten nebuloses planetàries en cúmuls globulars, com Messier 15, Messier 22, NGC 6441, i Palomar 6. No obstant això, als cúmuls oberts són molt menys nombroses, ja que aquests tenen moltes menys estrelles que els globulars, i com que estan poc lligats gravitacionalment els seus membres es dispersen en qüestió de 100 a 600 milions d'anys, temps similar al necessari perquè la fase de nebulosa planetària es porti a terme.
La fase de nebulosa planetària finalitza quan el núvol de gas es recombina, abandonant l'estat de plasma i tornant-se invisible. Per a una nebulosa planetària típica, la durada d'aquesta fase és d'aproximadament 10.000 anys. El romanent estel·lar, una nana blanca, romandrà sense patir gairebé canvis en la seua evolució, refredant-se molt lentament.

### Morfologia

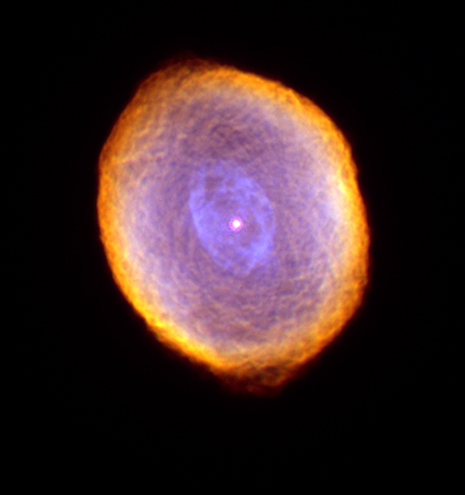
La Nebulosa de l'Espirògraf, morfologia esferoïdal. Es diferencien tres colors, corresponents a nitrogen ionitzat, hidrogen, i oxigen ionitzat, de fora cap endins.
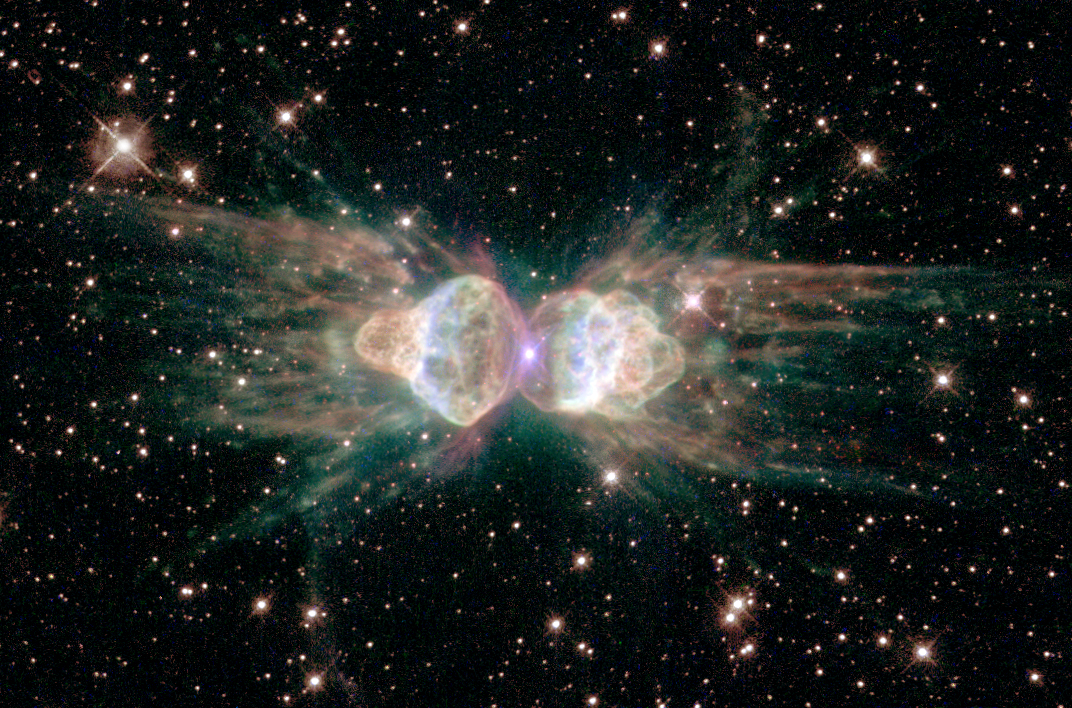
La Nebulosa de la Formiga, una de les nebuloses bipolars més característiques.
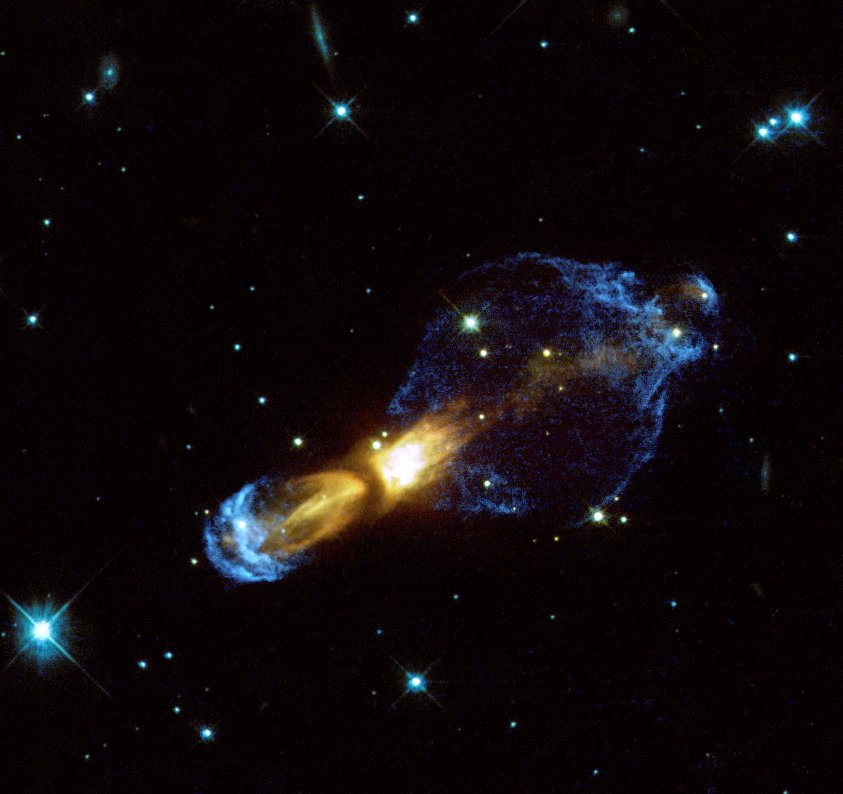
La Nebulosa de la Carabassa (o Nebulosa de l'Ou Podrit). Té morfologia bipolar i conté una gran quantitat de compostos sulfurosos.
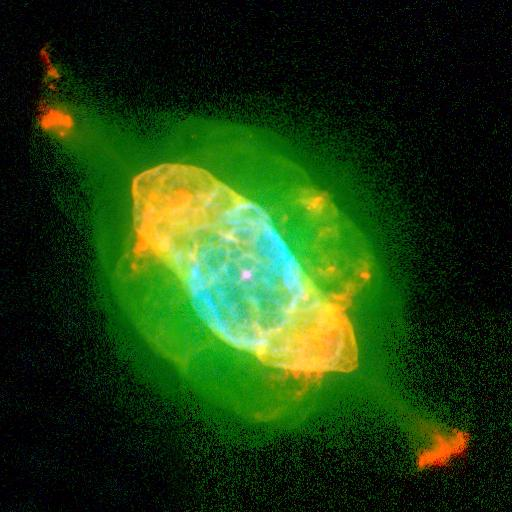
Nebulosa Saturn, exemple de nebulosa irregular.

Només al voltant del 20% de les nebuloses planetàries tenen simetria esfèrica. Es coneixen una gran varietat de formes, algunes molt complexes. Les nebuloses planetàries es classifiquen segons els diferents autors com a: estel·lars, discos, anells, irregulars, helicoidals, bipolars, quadrupolars, i altres tipus. Tot i que la majoria d'elles pertanyen a només tres tipus: esfèrica, el·líptica i bipolar. Les nebuloses d'aquest últim tipus mostren una potent concentració al pla galàctic i els seus progenitors, per tant relativament són joves estrelles massives. D'altra banda les nebuloses esfèriques són probablement produïdes per les estrelles velles similars al Sol.
L'enorme varietat de les formes és en part efecte de la projecció; la mateixa nebulosa quan s'observa sota diferents angles es veurà de manera diferent. No obstant això, la raó de l'enorme varietat de formes físiques no s'entén completament, tot i que podria ser causada per les interaccions gravitacionals amb estrelles companyes si les estrelles centrals són estrelles dobles. Una altra possibilitat és que els planetes interrompen el flux de material de l'estrella quan es forma la nebulosa. S'ha determinat que les estrelles més massives produeixen nebuloses de formes més irregulars. El gener de 2005, els astrònoms van anunciar la primera detecció de camps magnètics al voltant de les estrelles centrals de dues nebuloses planetàries, i van anunciar la hipòtesi que els camps podien ser parcialment o totalment responsables de la seva forma poc corrent.

## Nebuloses als cúmuls
S'ha detectat nebuloses planetàries com a membres de quatre cúmuls globulars: Messier 15, Messier 22, NGC 6441 i Palomar 6. No obstant això, encara no s'ha establert un cas d'una nebulosa planetària descoberta en un cúmul obert basada en un conjunt coherent de les distàncies, desplaçament al vermell i velocitats radials. Els casos de NGC 2348, a Messier 46, i NGC 2818 al respectiu cúmul obert designat amb el mateix nom, se citen sovint com a exemples bona fide, però, són degudes a les coincidències en el lloc de la línia de visió car les velocitats radials entre els cúmuls i nebuloses planetàries són discrepants.
En part a causa de la seva petita massa total, els cúmuls oberts tenen una cohesió gravitatòria relativament pobra. En conseqüència, els cúmuls oberts tendeixen a dispersar-se després d'un temps relativament curt, normalment de 100 a 600 milions d'anys, a causa de les influències gravitacionals externes entre altres factors. En condicions excepcionals, els cúmuls oberts poden romandre intactes durant un màxim de mil milions d'anys o més.
Els models teòrics prediuen que les nebuloses planetàries poden formar estrelles de la seqüència principal d'entre 8 a 1 masses solars, la qual cosa situa la seva edat en 40 milions d'anys o més. Encara que hi ha uns pocs centenars de cúmuls oberts coneguts dins d'aquest rang d'edat, diferents motius fan petites les possibilitats de trobar un membre d'un cúmul obert en una fase de nebulosa planetària. Un d'aquests motius és que la fase de nebulosa planetària de les estrelles més massives que pertanyen a grups més joves és de l'ordre de milers d'anys—un parpelleig de l'ull en termes còsmics.

## Qüestions actuals en els estudis de nebuloses planetàries

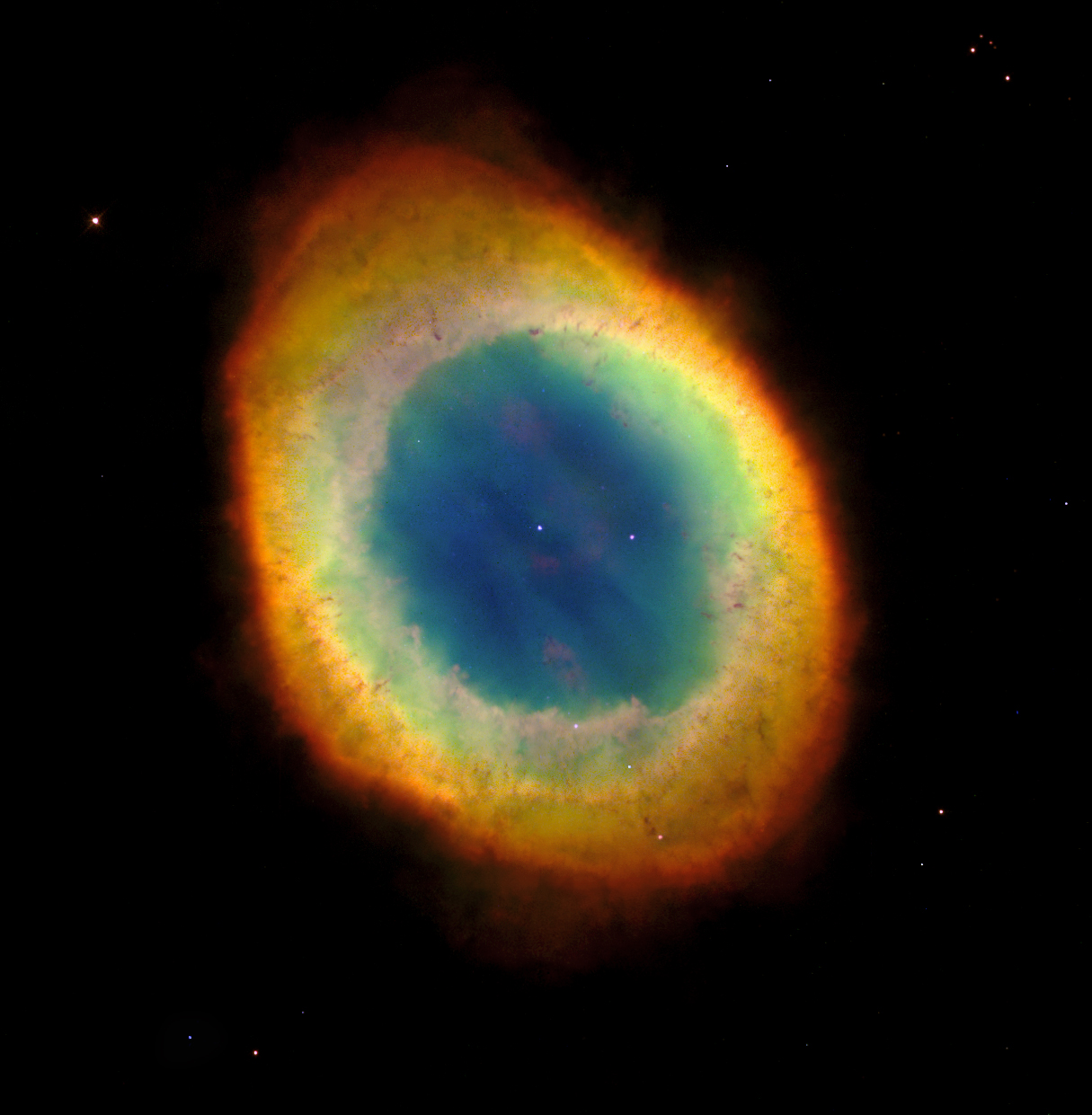
La nebulosa planetària anular M57. Al mig de la nebulosa es pot apreciar l'estrella original que l'originà.

Des de fa molt de temps, l'estudi de les nebuloses planetàries té com a problema, en la majoria dels casos, que les distàncies estan molt mal determinades. Per a les nebuloses planetàries més properes, és possible determinar les distàncies mesurant la seva paral·laxi d'expansió. Les observacions d'alta resolució preses amb molts d'anys de diferència poden mostrar l'expansió de la nebulosa perpendicular a la línia de visió, mentre que observacions espectroscòpiques de l'efecte Doppler revelen la velocitat d'expansió en la línia de visió. La comparació de l'expansió angular amb la velocitat derivada de l'expansió revela la distància a la nebulosa.
La qüestió de com una gamma tan diversa de formes de nebuloses es poden produir és un tema controvertit. Es creu que les interaccions entre el material que s'allunya de l'estrella a velocitats diferents dona lloc a les formes observades més sovint. Tot i això, alguns astrònoms creuen que les estrelles centrals dobles han de ser responsables de les nebuloses planetàries més complexes i extremes. S'ha demostrat l'existència de forts camps magnètics a diverses nebuloses planetàries, fet que Grigor Gurzadyan ja havia formulat com a hipòtesi a la dècada de 1960. És possible que les interaccions magnètiques amb gas ionitzat siguin les responsables de donar forma a les nebuloses planetàries.
Hi ha dos mètodes per determinar l'abundància de metalls en les nebuloses. Es basen en diferents tipus de línies espectrals—línies de recombinació i les línies excitades per col·lisió. S'observen grans discrepàncies a vegades entre els resultats derivats dels dos mètodes. Alguns astrònoms expliquen això per la presència de fluctuacions a baixa temperatura dins de les nebuloses planetàries, mentre que altres afirmen que les diferències són massa grans per a ser explicades pels efectes de temperatura, i postulen la hipòtesi de l'existència de nuclis freds que contenen molt poc hidrogen per explicar les observacions. No obstant això, cap d'aquests nuclis no ha estat observat.